# Ференц Еркель
Ференц Еркель (угор. Erkel Ferenc; 7 листопада 1810, Дюла — 15 червня 1893, Будапешт) — угорський та австрійський композитор, піаніст, диригент, музичний педагог, основоположник угорської національної опери.

## Біографія
Рано виявив музичні здібності. Навчався у Генріха Клейна в Пожоні (Братиславі). З юних років концертував як піаніст і викладав гру на фортепіано (1828—1835), а також служив капельмейстером (з 1890 року) в Коложварі (Клуж-Напока).
У 1835 році переїхав в Пешт, де незабаром став диригентом Угорського театрального товариства. З 1838 по 1890 роки був головним диригентом і керівником Угорського національного театру, очолював оркестр Пештський філармонічного товариства з часу його заснування в 1853 році і до 1871 року, а з 1868 — керівник Всеугорського об'єднання хорових товариств.
У 1875—1889 роках був першим директором і професором по класу фортепіано (до 1886 року) в Угорській музичної академії. Ініціював в 1872 році, разом з Ференцом Лістом, будівництво нової будівлі Оперного театру в Будапешті, зведеного в 1884 році, ставши його диригентом з дня відкриття.
Сини Еркеля — Дюла (1842—1909), Елек (1843—1893), Ласло (1844—1896) і Шандор (1846—1900) теж стали музикантами.

## Творчість
Ференц Еркель є основоположником угорської національної опери в буквальному сенсі цього слова, бо саме він створив першу угорську оперу. У більшості своїх опер він відображав сторінки трагічної історії Угорщини: звільнення країни від загарбників та боротьбу з тиранією. Найбільш значні — героїко-ліричні опери «Ласло Гуняді» і «Бан Банк».
Для Еркеля характерне поєднання західноєвропейських оперних традицій того часу та національного музичного стилю (зокрема, угорський народний мелос та вербункош).
У своєму творчому розвиткові Еркель просувався від романтизму до реалізму. У його операх стала значнішою роль народу, а в багатьох хорових сценах народні пісні стали частіше використовуватися.
Автор «Урочистої увертюри» (1867), численних фортеп'янних п'єс, хорових пісень, в тому числі гімну Угорщини (1844), а також музики до так званих народних театральних п'єс.

## Шахова діяльність
Ференц Еркель вважався одним з найсильніших угорських шахістів середини XIX ст. Став серйозно займатися шахами з кінця 30-х років. Брав участь в матчі за листуванням Пешт — Париж в 1842—1845 рр. (ходи обговорювалися колективно, угорці виграли 2: 0). У 1859 заснував в Пешті перший шаховий клуб, яким керував до кінця життя.

## Пам'ять
- У 1952 році режисер Мартон Келеті зняв художній фільм «Еркель»(в радянському прокаті «Угорські мелодії»).
-  1 вересня 2018 р. біля вхідних дверей Ужгородської дитячої школи мистецтв (пл. Ш. Петефі, 20) встановили 36-ту міні-скульптуру. Це скульптура Ференца Еркеля — угорського композитора, піаніста, диригента, засновника національної опери.

## Опери
- «Марія Баторі» / Bátori Mária (1840, дві дії)
- «Ласло Гуняді»[6] / Hunyadi László (1844, чотири дії; виконувалася на відкритті нової будівлі Угорської державної опери в 1884 році)
- «Єлизавета» / Erzsébet (1857, три дії, Ф. Еркель є автором тільки другої дії)
- «Бан Банк» / Bánk bán (1861, три дії; виконувалася на відкритті нової будівлі Угорської державної опери в 1884 році)
- «Шарольта» / Sarolta (1862, три дії)
- «Дєрдь Дожа»[7] / Dózsa György (1867, п'ять дій)
- «Георгій Бранкович»[8] / Brankovics György (1874, чотири дії)
- «Безіменні герої» / Névtelen hősök (1880, чотири дії)
- «Король Іштван»[9] / István király (1885, чотири дії, всі опери — Будапешт)
- «Шимон Кемень» / Kemény Simon (незакінчена, збереглися лише уривки, планувалися три дії)